# Wołodymyr Temnycki
Wołodymyr Temnycki, ukr. Володимир Темницький (ur. 24 lipca 1879 w Chłopówce, zm. 26 stycznia 1938 we Lwowie) – ukraiński prawnik, doktor praw, adwokat, działacz społeczny i polityczny, publicysta. Minister spraw zagranicznych Ukraińskiej Republiki Ludowej (1919).

## Życiorys
Urodził się w rodzinie księdza greckokatolickiego. Po ukończeniu gimnazjum wstąpił na Wydział Prawa Uniwersytetu Lwowskiego, z którego został wydalony w 1901 za organizację 19 listopada 1901 demonstracji studenckiej na uczelni z postulatem utworzenia odrębnego uniwersytetu ukraińskiego we Lwowie (tzw. secesja studentów ukraińskich). Studia kontynuował na Uniwersytecie Jagiellońskim i Uniwersytecie Wiedeńskim, kończąc je ze stopniem naukowym doktora praw.
W okresie studenckim brał udział w organizacji ukraińskiego ruchu narodowego. W 1899 był jednym z założycieli organizacji studenckiej Молода Україна i należał do jej zarządu. Jeden z organizatorów strajków chłopskich w Galicji Wschodniej w roku 1902. Jeden z przywódców Ukraińskiej Partii Socjal-Demokratycznej, w latach 1914-1921 przewodniczący Komitetu Centralnego partii.
Po wybuchu I wojny światowej wstąpił do Legionu Ukraińskich Strzelców Siczowych. Wszedł do składu Zarządu Bojowego (ukr. Бойовa управa) Ukraińskich Strzelców Siczowych. Wchodził w skład Głównej Rady Ukraińskiej, był wiceprzewodniczącym i sekretarzem Ogólnej Rady Ukraińskiej – organu koordynacyjnego ukraińskich partii politycznych w Wiedniu. Współpracował ze Związkiem Wyzwolenia Ukrainy.
W 1918 wybrany w skład Ukraińskiej Rady Narodowej Zachodnioukraińskiej Republiki Ludowej. Po akcie zjednoczenia ZURL i URL W styczniu – lutym 1919 wiceminister spraw zagranicznych w rządzie Wołodymyra Czechiwskiego, od 9 kwietnia do 27 sierpnia 1919 minister spraw zagranicznych Ukraińskiej Republiki Ludowej w gabinecie Borysa Martosa. Członek delegacji URL na paryską konferencję pokojową.
W 1921 powrócił do Galicji, osiedlił się najpierw w Stanisławowie, następnie w Stryju (1926) i we Lwowie (1928). Prowadził kancelarię adwokacką (przez jakiś czas ze Stepanem Wytwyckim), działał w spółdzielczości i jako publicysta prasy ukraińskiej (długoletni współpracownik Diła).
9 grudnia 1928 roku został wiceprzewodniczącym odrodzonej Ukraińskiej Partii Socjal-Demokratycznej. 24 maja 1930 roku został powołany przez wojewodę lwowskiego Wojciecha Agenora Gołuchowskiego w skład Tymczasowej Rady Miejskiej Lwowa, mandat sprawował do maja 1934, podczas sesji rady próbował posługiwać się językiem ukraińskim. Dwukrotnie, bez powodzenia kandydował do Sejmu RP.
Autor wielu artykułów w prasie ukraińskiej i broszury Українські січові стрільці (1917).